# 費多里夫卡 (薩爾內區)
51°16′1″N 26°53′23″E / 51.26694°N 26.88972°E
費多里夫卡（烏克蘭語：Федорівка），是烏克蘭的村落，位於該國西北部羅夫諾州，由薩爾內區負責管轄，始建於1646年，面積0.83平方公里，海拔高度169米，2001年人口678，人口密度每平方公里813.9人。